# Richard Engel

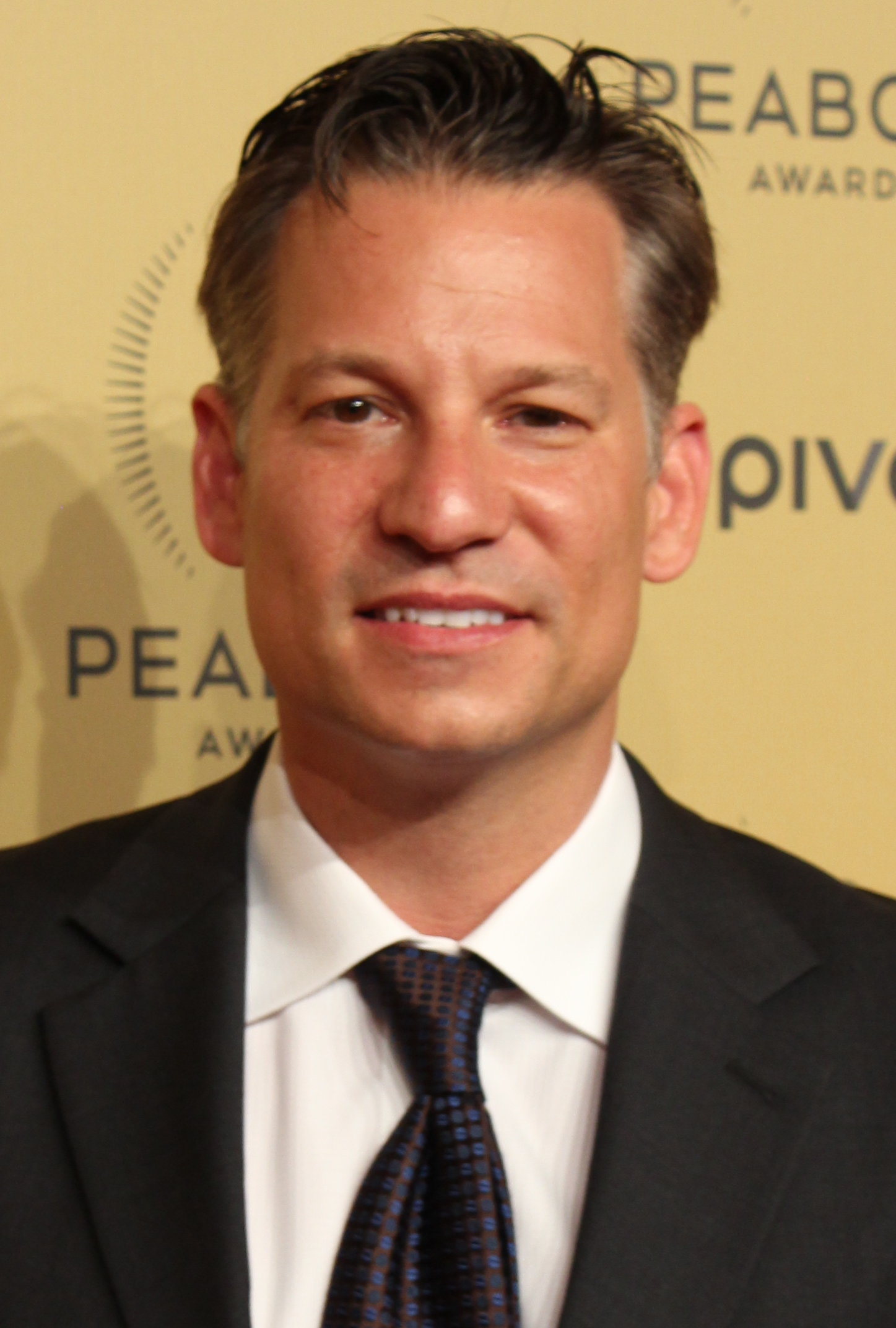
Richard Engel in 2015

Richard Engel  (New York, 16 september 1973) is een Amerikaans journalist en Chief Foreign Correspondent voor NBC nightly News. Engel kreeg deze positie op 18 april 2008.  Voordien was hij Midden-Oostencorrespondent en hoofdredacteur voor het nieuwsbureau van NBC in Beiroet. 
Engel groeide op in de Upper East Side in het New Yorkse stadsdeel Manhattan. Hij studeerde in 1996 af als bachelor in de internationale betrekkingen aan de Stanford-universiteit in Californië. Nadat hij zijn diploma had behaald, verhuisde hij naar de Egyptische hoofdstad Caïro. Daar werkte hij gedurende vier jaar als freelance verslaggever. 
Daarna verhuisde hij naar Jeruzalem en werkte ook daar gedurende drie jaar als freelance journalist. 
In 2003 deed Engel als freelancer voor ABC News vanuit Bagdad verslag over de oorlog in Irak. Hij schreef over zijn ervaringen in Irak in twee boeken: A Fist in the Hornet's Nest en War Journal: My Five Years in Iraq.
In mei 2003 werd Engel aangenomen door NBC. Hij bleef voor NBC News de oorlog in Irak volgen. In 2006 deed hij verslag over de oorlog in Libanon vanuit Beiroet en Zuid-Libanon. 
Engel spreekt vloeiend Arabisch, Italiaans en Spaans. 

## Onderscheidingen
- 2006 – Een Emmy Award voor werk in Libanon en de Edward R. Murrow award voor zijn reportage Baghdad E.R.
- 2008 – Alfred I. DuPont-Columbia University award en de Medill Medal for Courage in Journalism
- 18 mei 2009 – Peabody Award voor zijn reportages over het werk van de  U.S. Army Viper Company in Afghanistan.